# Municipio de Jefferson (condado de Mercer, Ohio)
El municipio de Jefferson (en inglés: Jefferson Township) es un municipio ubicado en el condado de Mercer en el estado estadounidense de Ohio. En el año 2010 tenía una población de 13155 habitantes y una densidad poblacional de 122,64 personas por km².

## Geografía
El municipio de Jefferson se encuentra ubicado en las coordenadas 40°32′40″N 84°34′8″O / 40.54444, -84.56889. Según la Oficina del Censo de los Estados Unidos, el municipio tiene una superficie total de 107.26 km², de la cual 87.21 km² corresponden a tierra firme y (18.69%) 20.05 km² es agua.

## Demografía
Según el censo de 2010, había 13155 personas residiendo en el municipio de Jefferson. La densidad de población era de 122,64 hab./km². De los 13155 habitantes, el municipio de Jefferson estaba compuesto por el 95.34% blancos, el 0.45% eran afroamericanos, el 0.45% eran amerindios, el 1% eran asiáticos, el 0.33% eran isleños del Pacífico, el 0.93% eran de otras razas y el 1.51% pertenecían a dos o más razas. Del total de la población el 2.61% eran hispanos o latinos de cualquier raza.